# Maximiliano Piris
Maximiliano Rodrigo Piris (Avellaneda, Provincia de Santa Fe, Argentina; 28 de junio de 1987) es un futbolista argentino. Juega como lateral por izquierda y su primer equipo fue Unión de Santa Fe. Actualmente milita en Atlético Paraná del Torneo Regional Amateur.

## Clubes
| Club              | País      | Año       | PJ  | G |
| ----------------- | --------- | --------- | --- | - |
| Unión de Santa Fe | Argentina | 2008-2009 | 0   | 0 |
| Atlético Paraná   | Argentina | 2009-?    | 230 | 7 |

## Palmarés

### Campeonatos nacionales
| Título             | Club            | País      | Año  |
| ------------------ | --------------- | --------- | ---- |
| Torneo Argentino B | Atlético Paraná | Argentina | 2014 |

### Otros logros
| Título                  | Club            | País      | Año  |
| ----------------------- | --------------- | --------- | ---- |
| Ascenso al Argentino B  | Atlético Paraná | Argentina | 2010 |
| Ascenso a la B Nacional | Atlético Paraná | Argentina | 2014 |